# Operación Cartwheel
La Operación Cartwheel (1943-1944) fue una de las principales estrategias militares de los Aliados en la guerra del Pacífico durante la Segunda Guerra Mundial. 

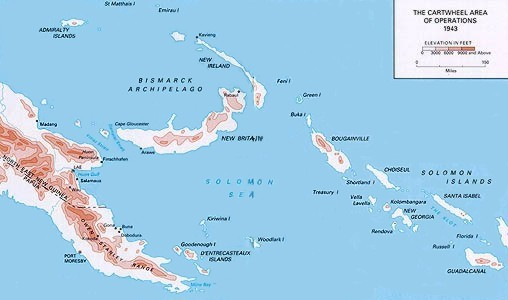
Zona donde se desarrolló la operación en junio de 1943

## Objetivos
La operación fue destinada a neutralizar militarmente a las principales bases de  Japón en Rabaul. La operación fue dirigida por el Comandante Supremo de las Fuerzas Aliadas en la Zona Sur del Pacífico Occidental, el general Douglas MacArthur. Las fuerzas aliadas participantes procedían de los EE. UU., Australia, Nueva Zelanda, los Países Bajos y varias islas del Pacífico.

## Antecedentes
Las fuerzas japonesas habían capturado Rabaul, en Nueva Bretaña, en el territorio de Nueva Guinea en febrero de 1942 y lo convirtieron en una base importante en el Pacífico Sur, y el principal obstáculo en el teatro de operaciones de los aliados. MacArthur formuló un marco estratégico, el Plan de Elkton, para capturar Rabaul desde bases en Australia y Nueva Guinea. El almirante Ernest J. King, el Jefe de Operaciones Navales, propuso un plan con elementos similares, pero bajo el mando de la Armada.
MacArthur había presentado el plan Elkton III, su plan revisado para la toma de Rabaul antes de 1944, el 12 de febrero de 1943. Hizo un llamamiento para un ataque comandado por sí mismo contra el noreste y el oeste de Nueva Guinea, Nueva Bretaña, y del almirante William F. Halsey, Jr. (entonces al mando de la zona del Pacífico Sur) contra las islas Salomón centrales. El Estado Mayor Conjunto respondió con una directiva que aprobó el plan de uso de las fuerzas que ya en el teatro o en ruta a la misma, y retrasar su aplicación por 60 días. Elkton III se convirtió en la Operación Cartwheel.

## Desarrollo
En la operación identificaron 13 operaciones subordinadas, de las cuales, tres fueron finalmente eliminados por ser demasiado costosas e innecesarias, como la Operación Lazaretto, y 10 se llevaron a cabo —siendo la más exitosa la Operación Director—. La Fuerza de Nueva Guinea, al mando del general Thomas Blamey, se le asignó la responsabilidad de los empujes hacia el este en el continente de Nueva Guinea. El Sexto Ejército de los Estados Unidos, al mando del general Walter Krueger, iba a tener Kiriwina, Woodlark y Cabo Gloucester. Las fuerzas de tierra serían apoyadas por unidades aliadas de aire bajo el Teniente General George Kenney y las unidades navales bajo el vicealmirante Arthur S. Carpender. En medio de la Operación, el Estado Mayor se reunió con el presidente Franklin Delano Roosevelt y el primer ministro  británico Winston Churchill en la Conferencia de Quebec de 1943. Allí, la decisión tomada fue la de aislar Rabaul.
La campaña (que se extendió hasta 1944) demostró la efectividad de la estrategia empleada.